# Льюис (приток Снейка)
Льюис (англ. Lewis River) — река в штате Вайоминг, США; правый приток реки Снейк. На всём своём протяжении протекает по территории национального парка Йеллоустон. Длина составляет 29,1 км. Река названа в честь Мериуэзера Льюиса, американского первопроходца, руководителя экспедиции Льюиса и Кларка.
Река берёт начало, вытекая из южной оконечности озера Шошоне. Течёт в южном направлении и примерно через 5 км впадает в озеро Льюис, вытекает из него и продолжает течь на юг, через крутое ущелье, почти параллельно дороге, идущей на южный выход из парка. Ниже озера Льюис на реке имеется несколько водопадов и порогов. Впадает в реку Снейк вскоре после выхода за границу национального парка.